# سبک خوابیده

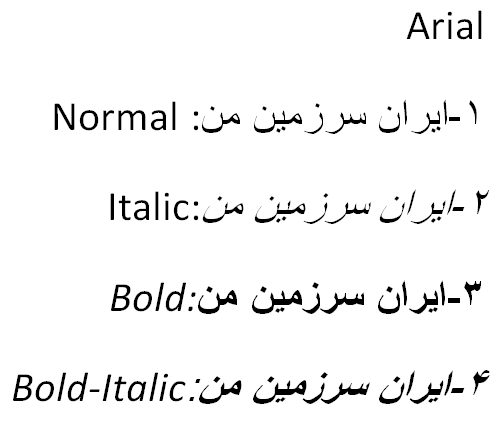
نمونهٔ متن با حروف ایتالیک

در نقاشی خط، سبک خوابیده یا سبک ایتالیک (به انگلیسی: italic type) یا سبک مورب به روشی گفته می‌شود که حروف به سمت راست مورب نوشته می‌شوند. در شیوه‌نامه‌های نوشتاریِ زبان‌ها، برای موارد خاصی از این سبک نوشتاری استفاده می‌کنند.
موارد اصلیِ کاربرد آن، نام کتاب‌ها، نشریه‌ها و آثار مشابه، تأکید بر روی بعضی نکات، و نشان‌دادنِ اشتباهات است.

## ایرانیک

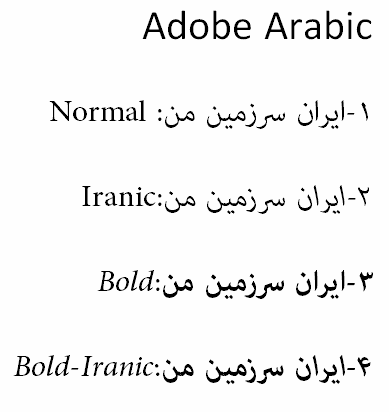
نمونهٔ متن با حروف ایرانیک

در دهه‌های ۱۳۳۰–۱۳۴۰، غلامحسین مصاحب برای اولین بار روش نوشتاریِ ایرانیک را به‌جای «ایتالیک» پیشنهاد داد و آن را در خوشنویسی علمی فارسی (چاپ دانشگاه تهران) معرفی کرد. در این روش نوشتاری حروف به جای مورب شدن به سمت راست به سمت چپ، مورب می‌شوند.